# NXT Championship
Die NXT Championship (zu deutsch NXT Meisterschaft) ist ein Wrestling-Titel der US-amerikanischen Promotion World Wrestling Entertainment (WWE). Eingeführt am 1. Juli 2012, zur Gründung von NXT, wird der Titel nur an männliche Einzelwrestler des NXT-Rosters vergeben. Der aktuelle Titelträger in seiner ersten Regentschaft ist Oba Femi. Wie im Wrestling allgemein üblich erfolgt die Vergabe nach einer zuvor bestimmten Storyline.

## Geschichte
Die NXT Championship wurde am 2. August 2012 bei der Wrestling-Show NXT von Dusty Rhodes angekündigt, bei dem in einem Turnier vier Wrestler aus dem Hauptroster und vier aus dem NXT-Roster in einem K.-o.-System um die NXT Championship gegeneinander antreten. Am 26. Juli 2012 setzte sich Seth Rollins gegen Jinder Mahal im Finale durch, wodurch er der erste NXT Champion wurde.
Am 19. November 2016 bei TakeOver: Toronto wurde Samoa Joe der erste Performer, der die Meisterschaft mehr als einmal halten dürfte.
Am WrestleMania-Wochenende 2017 erhielten alle NXT-Titelgurte ein neues Design. Die neuen Titelgürtel wurden beim TakeOver: Orlando Event enthüllt und den Gewinnern der jeweiligen Matche überreicht. Die Meisterschaft enthält abnehmbare Seitenplatten, mit dem WWE-Logo als Standardplatten, die auf den aktuellen Titelträger angepasst werden.

## Liste der Titelträger
| #  | Titelträger       | Nr. | Tage | Datum              | Ort                                               | Veranstaltung               | Anmerkung |
| -- | ----------------- | --- | ---- | ------------------ | ------------------------------------------------- | --------------------------- | --- |
| 1  | Seth Rollins      | 1   | 133  | 26. Juli 2012      | Full Sail University, Winter Park, Florida        | NXT                         | Besiegte Jinder Mahal im Finale eines Acht-Mann-Turniers. Die Sendung wurde am 29. August 2012 ausgestrahlt.     |
| 2  | Big E Langston    | 1   | 168  | 6. Dezember 2012   | Full Sail University, Winter Park, Florida        | NXT                         | No-Disqualification-Match                                                                                        |
| 3  | Bo Dallas         | 1   | 280  | 23. Mai 2013       | Full Sail University, Winter Park, Florida        | NXT                         | Die Sendung wurde am 12. Juni 2013 ausgestrahlt.                                                                 |
| 4  | Adrian Neville    | 1   | 287  | 27. Februar 2014   | Full Sail University, Winter Park, Florida        | Arrival                     | Besiegte Bo Dallas in einem Ladder-Match.                                                                        |
| 5  | Sami Zayn         | 1   | 62   | 11. Dezember 2014  | Full Sail University, Winter Park, Florida        | Takeover: (R)Evolution      | Besiegte Adrian Neville in einem Titel vs. Karriere-Match, bei einer Niederlage hätte Zayn NXT verlassen müssen. |
| 6  | Kevin Owens       | 1   | 143  | 11. Februar 2015   | Full Sail University, Winter Park, Florida        | TakeOver IV: Rival          | Besiegte Sami Zayn via Referee Stoppage.                                                                         |
| 7  | Finn Bálor        | 1   | 292  | 4. Juli 2015       | Ryogoku Kokugikan, Tokio, Japan                   | WWE Live                    | |
| 8  | Samoa Joe         | 1   | 121  | 21. April 2016     | Lowell Memorial Auditorium, Lowell, Massachusetts | NXT Live                    | |
| 9  | Shinsuke Nakamura | 1   | 91   | 20. August 2016    | Barclays Center, Brooklyn, New York               | TakeOver: Brooklyn II       | |
| 10 | Samoa Joe         | 2   | 14   | 19. November 2016  | Air Canada Centre, Toronto, Ontario, Kanada       | TakeOver: Toronto           | |
| 11 | Shinsuke Nakamura | 2   | 56   | 3. Dezember 2016   | Edion Arena, Osaka, Japan                         | NXT Live                    | |
| 12 | Bobby Roode       | 1   | 203  | 28. Januar 2017    | Freeman Coliseum, San Antonio, Texas              | TakeOver: San Antonio       | |
| 13 | Drew McIntyre     | 1   | 91   | 19. August 2017    | Barclays Center, Brooklyn, New York               | TakeOver: Brooklyn III      | |
| 14 | Andrade Almas     | 1   | 140  | 18. November 2017  | Toyota Center, Houston, Texas                     | TakeOver: WarGames          | |
| 15 | Aleister Black    | 1   | 102  | 7. April 2018      | Smoothie King Center, New Orleans, Louisiana      | TakeOver: New Orleans       | |
| 16 | Tommaso Ciampa    | 1   | 238  | 18. Juli 2018      | Full Sail University, Winter Park, Florida        | NXT                         | |
| —  | Titel vakant      | —   | 23   | 13. März 2019      | Full Sail University, Winter Park, Florida        | NXT                         | Aufgrund einer Nackenverletzung musste Tommaso Ciampa den Titel abgeben.                                         |
| 17 | Johnny Gargano    | 1   | 57   | 5. April 2019      | Barclays Center, Brooklyn, New York               | TakeOver: New York          | Dies war ein 2 Out Of 3 Falls Match, welches er 2:1 gegen Adam Cole um den vakanten Titel gewann.                |
| 18 | Adam Cole         | 1   | 403  | 1. Juni 2019       | Webster Bank Arena, Bridgeport, Connecticut       | TakeOver: XXV               | |
| 19 | Keith Lee         | 1   | 45   | 8. Juli 2020       | Full Sail University, Winter Park, Florida        | NXT                         | Dies war ein Winner Take All Match, bei dem auch der NXT North American Championship auf dem Spiel stand.        |
| 20 | Karrion Kross     | 1   | 4    | 22. August 2020    | Full Sail University, Winter Park, Florida        | TakeOver: XXX               | |
| —  | Titel vakant      | —   | 13   | 26. August 2020    | Full Sail University, Winter Park, Florida        | NXT                         | Aufgrund einer Schulterverletzung musste Karrion Kross den Titel abgeben.                                        |
| 21 | Finn Bálor        | 2   | 212  | 8. September 2020  | Full Sail University, Winter Park, Florida        | NXT                         | Besiegte Adam Cole um den vakanten Titel zu gewinnen.                                                            |
| 22 | Karrion Kross     | 2   | 136  | 8. April 2021      | Capitol Wrestling Center, Orlando, Florida        | TakeOver: Stand and Deliver | |
| 23 | Samoa Joe         | 3   | 21   | 22. August 2021    | Capitol Wrestling Center, Orlando, Florida        | NXT TakeOver: 36            | |
| –  | Titel vakant      | –   | 2    | 12. September 2021 | N/A                                               | N/A                         | Joe legte den Titel aufgrund einer Verletzung nieder.                                                            |
| 24 | Tommaso Ciampa    | 2   | 112  | 14. September 2021 | Capitol Wrestling Center, Orlando, Florida        | NXT                         | Dies war ein Fatal-Four-Way-Match an dem auch LA Knight, Von Wagner und Pete Dunne beteiligt waren.              |
| 25 | Bron Breakker     | 1   | 63   | 4. Januar 2022     | Capitol Wrestling Center, Orlando, Florida        | NXT                         | |
| 26 | Dolph Ziggler     | 1   | 26   | 8. März 2022       | Capitol Wrestling Center, Orlando, Florida        | NXT Roadblock               | Dies war ein Triple-Threat-Match an dem auch Tommaso Ciampa beteiligt war.                                       |
| 27 | Bron Breakker     | 2   | 361  | 4. April 2022      | American Airlines Center, Dallas, Texas           | Raw                         | |
| 28 | Carmelo Hayes     | 1   | 182  | 1. April 2023      | Crypto.com Arena, Los Angeles, Kalifornien        | NXT Stand & Deliver (2023)  | |
| 29 | Ilja Dragunov     | 1   | 205  | 30. September 2023 | Mechanic Bank Arena, Bakersfield, Kalifornien     | NXT No Mercy                | |
| 30 | Trick Williams    | 1   | 74   | 23. April 2024     | WWE Performance Center, Orlando, Florida          | Spring Breakin              | Bei einer Niederlage hätte Williams NXT verlassen müssen.                                                        |
| 31 | Ethan Page        | 1   | 86   | 07. Juli 2024      | Scotiabank Arena, Toronto, Kanada                 | NXT Heatwave                | Ethan Page Gewinnt ein Fatal-4-Way Match gegen Trick Williams, Shawn Spears und Je´Von Evans.                    |
| 32 | Trick Williams    | 2   | 98   | 01. Oktober 2024   | Allstate Arena, Chicago, Illinois                 | NXT                         | CM Punk war der Special Guest Referee in dem Match.                                                              |
| 33 | Oba Femi          | 1   | 106+ | 07. Januar 2025    | Shrine Expo Hall, Los Angeles, Kalifornien        | NXT: New Year's Evil        | Gewann in einem Triple-Threat Match gegen Trick Williams und Eddy Thorpe                                         |

## Regentschaften – absolut

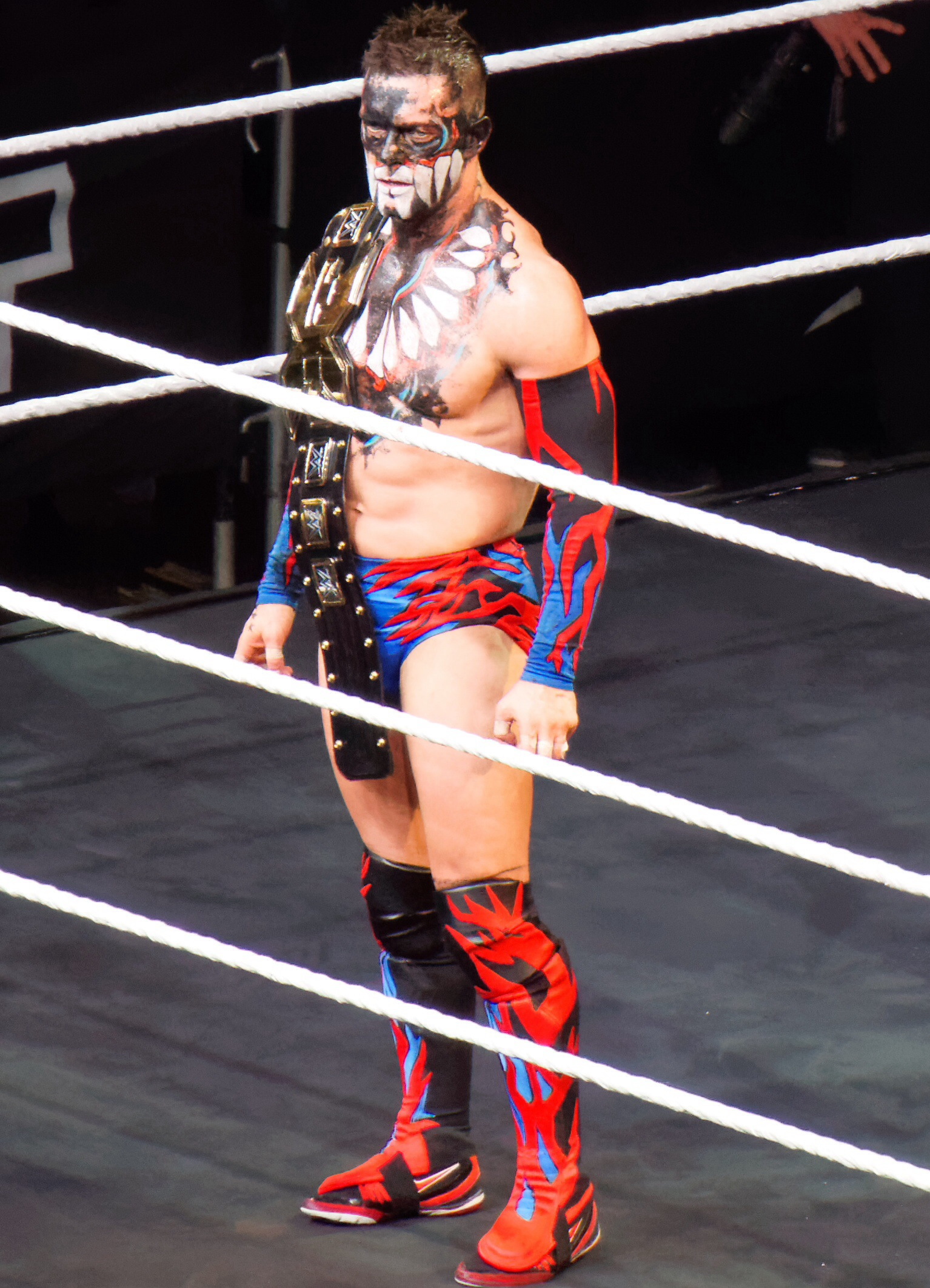
Finn Bálor hielt den Titel zweimal für insgesamt 504 Tage

| #  | Titelträger       | Nr. | Tage |
| -- | ----------------- | --- | ---- |
| 1  | Finn Bálor        | 2   | 504  |
| 2  | Bron Breakker     | 2   | 424  |
| 3  | Adam Cole         | 1   | 403  |
| 4  | Tommaso Ciampa    | 2   | 350  |
| 5  | Adrian Neville    | 1   | 287  |
| 6  | Bo Dallas         | 1   | 280  |
| 7  | Ilja Dragunov     | 1   | 205  |
| 8  | Bobby Roode       | 1   | 203  |
| 9  | Carmelo Hayes     | 1   | 182  |
| 10 | Trick Williams    | 2   | 172  |
| 11 | Big E Langston    | 1   | 168  |
| 12 | Samoa Joe         | 3   | 156  |
| 13 | Shinsuke Nakamura | 2   | 147  |
| 14 | Kevin Owens       | 1   | 143  |
| 15 | Andrade Almas     | 1   | 140  |
| 15 | Karrion Kross     | 2   | 140  |
| 17 | Seth Rollins      | 1   | 133  |
| 18 | Aleister Black    | 1   | 102  |
| 19 | Drew McIntyre     | 1   | 91   |
| 20 | Ethan Page        | 1   | 86   |
| 21 | Sami Zayn         | 1   | 62   |
| 22 | Johnny Gargano    | 1   | 57   |
| 23 | Keith Lee         | 1   | 45   |
| 24 | Dolph Ziggler     | 1   | 26   |
| 25 | Oba Femi          | 1   | 106+ |